# Pestere (Románia)
Pestere románul: Peștera, falu Romániában, Erdélyben, Hunyad megyében.

## Fekvése
Hátszegtől délre fekvő település.

## Története
Pestere nevét 1808-ban említette először oklevél Pestere, Pestesel néven. A későbbiekben nevét többféleképpen említették, így: 1888-ban Pestyera (Pestyere, Barlangfalva, Pesterea). 1913-ban Parospestere Paros (Páros) és Pestere egyesülése; ma ismét 2 helység.
A trianoni békeszerződés előtt Hunyad vármegye Puji járásához tartozott.